# 近鉄御所線
御所線（ごせせん）は、奈良県葛城市の尺土駅から奈良県御所市の近鉄御所駅までを結ぶ近畿日本鉄道（近鉄）の鉄道路線。
大阪方面への通勤路線としての役割に加え、葛城山へ向かうルートも担っており、近鉄御所駅からは近鉄が運営する葛城山ロープウェイに連絡する奈良交通バスに接続している。
ICカードPiTaPa・ICOCA・Suicaなど全国相互利用乗車カードが使用できる。また、以前はスルッとKANSAI対応カードおよびJスルーカードにも対応していた。

## 路線データ
- 路線距離（営業キロ）：5.2km
- 軌間：1067mm
- 駅数：4駅（起終点駅含む）
- 複線区間：なし（全線単線）
- 電化区間：全線電化（直流1500V）
- 閉塞方式：自動閉塞式
  - 交換駅：近鉄新庄駅
- 最高速度：65km/h[1]

全線、大阪統括部（旧天王寺営業局）の管轄である。

## 運行形態

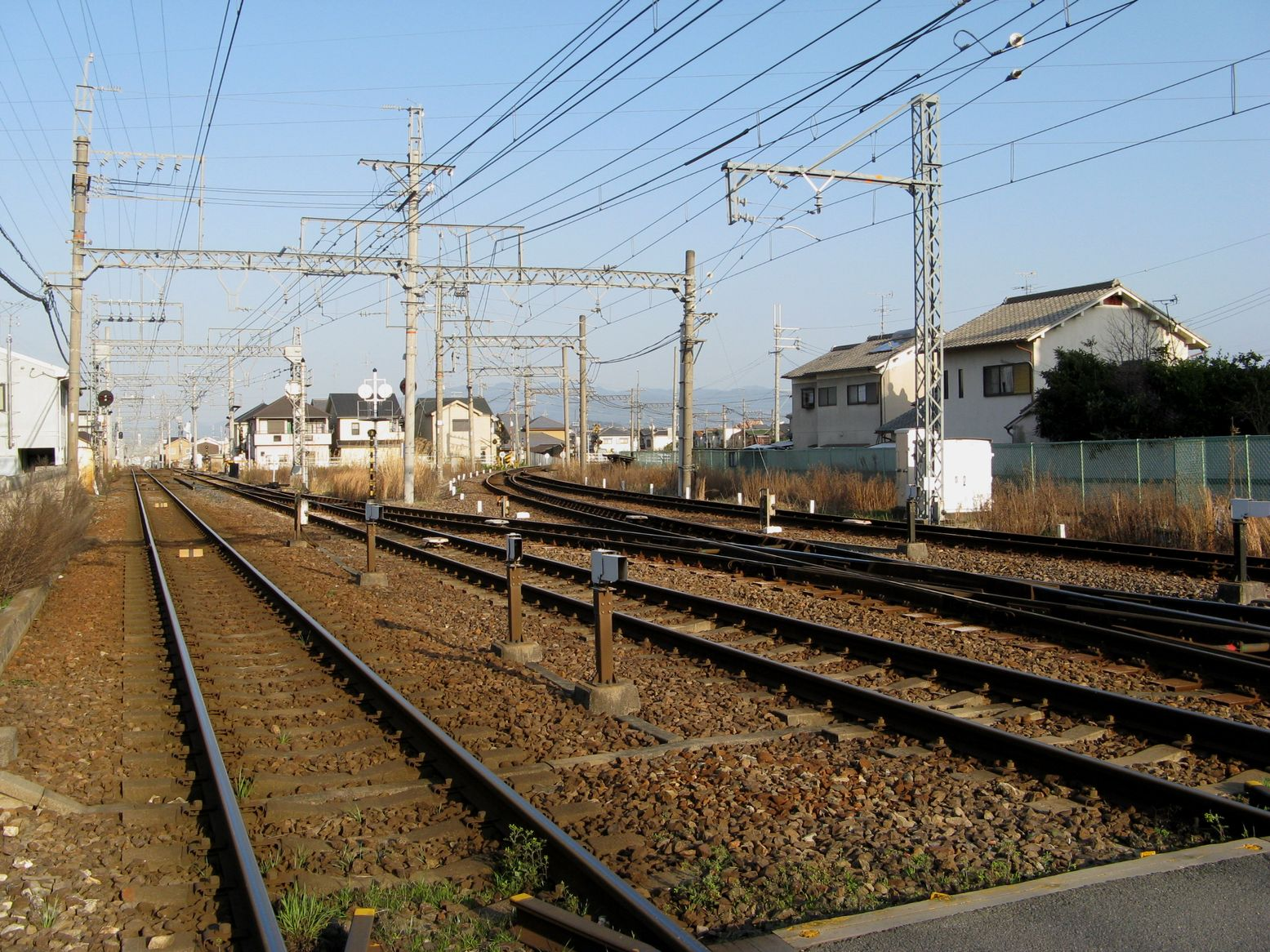
尺土駅東方の踏切から東望
右へ急カーブして分かれるのが御所線、左の複線は南大阪線

運転本数は1時間あたり朝ラッシュ時4 - 5往復、日中時間帯は2往復、夕方ラッシュ時は4往復運転される。南大阪線大阪阿部野橋駅・古市駅との直通列車が設定されており、線内折り返し列車は一部を除きワンマン運転を行っている。
直通列車については、朝ラッシュ時の上り列車の一部が大阪阿部野橋行き準急として、下り列車のうち1本が大阪阿部野橋発の準急として運転されている。また朝の上下や夕方・深夜の下りの一部の普通は2 - 4両編成で古市駅まで直通運転している（一部を除きワンマン運転）。なお、1989年まで（最晩年は休日のみ）は日中時間帯にも大阪阿部野橋駅直通の準急が1時間に1本の割合で運転されていたほか、尺土駅でスイッチバックして橿原神宮前駅まで直通する普通もあった。1994年までは休日の朝夕に、大阪阿部野橋駅直通の急行が定期列車で設定されていた。いずれも長らく設定されていなかったが、2024年3月のダイヤ変更で朝ラッシュ時に大阪阿部野橋発の準急が設定された。
日中は2両編成の運転で、尺土駅での大阪阿部野橋方面との乗り換えを意識したダイヤが組まれている。

## 臨時列車

### 臨時急行の運転
普段は普通と朝ラッシュ時に運転される準急のみの運転であるが、葛城山の山頂付近はツツジの名所で、ツツジ観賞客の利便のため、春の行楽シーズンには大阪阿部野橋駅 - 近鉄御所駅間で臨時急行「葛城高原号」を運転している。

### 大晦日終夜運転
大晦日から元旦にかけての終夜運転は御所線でも実施されており、2022年度以降は尺土駅 - 近鉄御所駅間で普通が午前3時台まで概ね50分間隔で運転する形態になっている。
2019年度までは尺土駅 - 近鉄御所駅間に普通を概ね30分間隔で運転する形態となっていた。2020年度は新型コロナウイルス感染拡大の影響で終夜運転は行われなかった。2021年度は約60分間隔での運転となった。2022年度以降は午前3時台までの運転となっている。
過去には葛城山から初日の出を拝む乗客のために、大阪阿部野橋発近鉄御所行の普通「葛城初日の出号」が運転されていた。

## 車両
特急車両を除く、南大阪線系統の通勤形車両が使用されているが、ワンマン列車についてはワンマン対応の6419系または6432系が使用されている。通常は、試運転を含めて特急車両は入線していない。
ただし不定期ではあるが、「さくらライナー」26000系が1997年3月26日と、『葛城山初日の出ツアー』で2014年1月1日に入線したことがある。

## 歴史
南大阪線の前身、大阪鉄道（大鉄）の傍系会社である南和電気鉄道が開業させた。さらに南進して五条・橋本（学文路）方面へ至る計画があったが果たせなかった。そのため、近鉄御所駅は終点の駅というよりは中間駅のような構造になっている。1944年に近鉄の路線となった後、五条 - 学文路間の計画は1958年に消滅した。近鉄御所 - 五条間の免許は維持され、五条から五新線への直通構想も表明されたが、1991年に近鉄御所 - 五条間の免許も失効した。
- 1928年（昭和3年）10月26日：鉄道免許状下付（北葛城郡磐城村-宇智郡五條町間）[9]。
- 1929年（昭和4年）6月29日：鉄道免許状下付（宇智郡五條町-伊都郡学文路村間）[10]。
- 1930年（昭和5年）12月9日：南和電気鉄道が尺土駅 - 南和御所町駅（現在の近鉄御所駅）間を開業[11]。
- 1944年（昭和19年）
  - 4月1日：近鉄の前身である関西急行鉄道（関急）に合併。御所線となる。南和新庄町を関急新庄駅に、南和御所町駅を関急御所駅に改称[12]。
  - 6月1日：関西急行鉄道が近畿日本鉄道（近鉄）に再編される。関急新庄駅を近畿日本新庄駅に、関急御所駅を近畿日本御所駅に改称。
- 1958年（昭和33年）5月6日：五條市 - 橋本市学文路間免許失効[13]。
- 1968年（昭和43年）9月26日：自動列車停止装置 (ATS) 使用開始。
- 1970年（昭和45年）3月1日：近畿日本新庄駅を近鉄新庄駅に、近畿日本御所駅を近鉄御所駅に改称。
- 1991年（平成3年）2月15日：近鉄御所 - 五條市間免許失効[13]。
- 1999年（平成11年）3月16日：一部の普通でワンマン運転開始。
- 2000年（平成12年）3月21日：ご乗降確認システム「フェアシステムK」稼働開始。
- 2001年（平成13年）
  - 2月1日：各駅でスルッとKANSAI対応カードの取り扱い開始。
  - 10月14日：各駅でJスルーカードの取り扱い開始。
- 2002年（平成14年）
  - シリーズ21（6820系）の営業運転開始。
  - 12月1日：列車運行管理システム「KOSMOS」稼働開始。
- 2007年（平成19年）4月1日：各駅でPiTaPa・ICOCAの取り扱い開始。
- 2009年（平成21年）3月1日：Jスルーカードの自動改札機・のりこし精算機での取り扱いを終了[14]。

## 駅一覧
- 全駅奈良県内に所在。
- 準急・急行も含めて、全列車各駅に停車。
  - 急行は春の行楽期のみ、臨時列車として運転。
- 線路（全線単線） … ∨・◇・∧：列車交換可能、｜：列車交換不可

| 駅番号       | 駅名         | 駅間キロ     | 営業キロ     | 接続路線                                                          | 線路                                                              | 所在地                                                            |
| ------------ | ------------ | ------------ | ------------ | ----------------------------------------------------------------- | ----------------------------------------------------------------- | ----------------------------------------------------------------- |
| 直通運転区間 | 直通運転区間 | 直通運転区間 | 直通運転区間 | ○南大阪線古市駅まで（普通）、大阪阿部野橋駅まで（準急・臨時急行） | ○南大阪線古市駅まで（普通）、大阪阿部野橋駅まで（準急・臨時急行） | ○南大阪線古市駅まで（普通）、大阪阿部野橋駅まで（準急・臨時急行） |
| P23          | 尺土駅       | -            | 0.0          | 近畿日本鉄道：F 南大阪線 (F23)（一部直通運転：上記参照）          | ∨                                                                 | 葛城市                                                            |
| P24          | 近鉄新庄駅   | 2.4          | 2.4          |                                                                   | ◇                                                                 | 葛城市                                                            |
| P25          | 忍海駅       | 1.5          | 3.9          |                                                                   | ｜                                                                | 葛城市                                                            |
| P26          | 近鉄御所駅   | 1.3          | 5.2          |                                                                   | ∧                                                                 | 御所市                                                            |